# Dorothy Hewett
Dorothy Coade Hewett AM (* 21. Mai 1923 in Perth; † 25. August 2002) war eine australische Schriftstellerin. 
Hewett studierte am Perth College und der University of Western Australia, wo sie auch in den 1950er und 1960er Jahren als Englischlehrerin tätig war.
Hewett war mehrfach verheiratet. Die erste Ehe mit Lloyd Davies wurde 1959 nach nur einem Jahr geschieden, anschließend lebte sie mit Les Flood und hatte mit ihm drei Söhne, darunter den Mathematiker Joe Flood und den Schriftsteller Tom Flood. Mit ihrem letzten Ehemann, Merv Lilley, hatte sie zwei Töchter, darunter die Lyrikerin Kate Lilley.
Hewett publizierte mehrere Gedichtbände und Dramen. Ihr erster Roman Bobbin Up, erschienen 1959, ist geprägt von ihren Erfahrungen als Fabrikarbeiterin und ihrer Mitgliedschaft in der Kommunistischen Partei.
Für ihre Verdienste um die Literatur wurde sie 1986 zum Member des Order of Australia ernannt.

## Werke (Auswahl)

### Lyrik
- Windmill country (1968)
- Rapunzel in suburbia (1975)
- Greenhouse (1979)
- Journeys (1982)

### Dramen
- The chapel perilous (1972)
- The Tatty Hollow story (1976)
- The beautiful Mrs. Portland (1976)
- The man from Mukinupin (1979)[5]
- Susannah's dreaming (1981, Hörspiel)

### Roman
- Bobbin up (1959, dt.: Die Mädchen von Sydney)